# Gerhard Horstkemper
Gerhard Horstkemper (* 13. November 1927 in Rietberg; † 22. September 2013 in Paderborn) war ein katholischer Priester und Domkapitular in Paderborn.

## Leben
Nach Schulzeit am Gymnasium Nepomucenum Rietberg und Studium der Philosophie und Theologie in Paderborn und München empfing er am 6. August 1952 gemeinsam mit dem späteren Erzbischof Johannes Joachim Degenhardt die Priesterweihe.
Seine erste Stelle als Vikar und Religionslehrer führte ihn von 1952 bis 1954 nach Warstein. Von 1954 bis 1958 als Religionslehrer und im Konvikt Collegium Bernardinum in Attendorn tätig, wurde er von 1958 bis 1967 Religionslehrer am Reismann-Gymnasium Paderborn und Priester in der Dompfarrei St. Johannes Baptist. 1966 als Mitarbeiter und von 1969 bis 1980 als Leiter der Hauptabteilung Schule und Erziehung des Generalvikariat war Horstkemper seit 1965 auch als Diözesankatechet mit der Lehrerfortbildung betraut. Von 1981 bis 1985 als Leiter der Hauptabteilung Personal war er anschließend bis 1995 Leiter der Zentralabteilung Pastorales Personal. 1995 bis 2003 nahm er Sonderaufgaben wahr und emeritierte 2003 als Domkapitular. In den Jahren bis 2010 war er als Seelsorger für alte und kranke Priester im Erzbistum Paderborn tätig.

## Ehrungen
- 1966: Wirklicher Geistlicher Rat (1966)[1]
- 1968: Monsignore durch Papst Paul VI.
- 1973: Prälat  durch Papst Paul VI.
- 1975: Domkapitular des Paderborner Metropolitankapitels

## Werke
- Organisation der Arbeit am Curriculum für den katholischen Religionsunterricht. Münster: Dt. Inst. f. Wiss. Pädagogik, 1972